# Loreto-di-Casinca
Loreto-di-Casinca település Franciaországban, Haute-Corse megyében. Lakosainak száma 197 fő (2022. január 1.). Loreto-di-Casinca Monte, Silvareccio, Sorbo-Ocagnano, Venzolasca és Vescovato községekkel határos.

## Népesség
A település népességének változása:
| Lakosok száma | 430  | 213  | 225  | 247  | 218  | 215  | 212  | 209  | 208  | 197  |
|               | 1968 | 1982 | 1990 | 2006 | 2013 | 2015 | 2017 | 2019 | 2020 | 2022 |